# Per Rödström
Per Rödström, född den 18 juli 1849 i Rödöns socken, Jämtlands län, död den 2 maj 1913 i Härnösand, var en svensk filolog och skolman.
Rödström blev student 1870, filosofie kandidat 1875, filosofie licentiat 1879 och filosofie doktor 1885, allt i Uppsala. Han blev adjunkt vid högre allmänna läroverket i Hudiksvall 1883 och lektor i latin och grekiska vid högre allmänna läroverket i Härnösand 1888. Rödström var verksam som filologisk författare och medarbetade i tidskrifter.